# Штитници за рамена
Штитници за рамена су дио спортске опреме који се користи у контактним спортовима као што су амерички и канадски фудбал, лакрос и разне врсте хокеја. Служе као заштита од повреда раменог дијела тијела код спортиста.

## Дизајн и особине
Данашњи штитници за рамена се праве од снажне спужве која је способна да апсорбује удар и која је прекривена чврстом пластиком. Штитници обично имају и нитне и копче како би се омогућило подешавање величине. Нови штитници имају и уграђен систем којим се регулише температура тијела спортисте. Кориштење тврђих материјала као што је метал би пружило већу заштиту при самом ударцу, али би постојала могућност повређивања приликом пада, а такви штитници би били и претешки па би успоравали кретање спортиста. Изузетно је битно одређивање величине штитника за сваког појединачног спортисту. Мјера за штитник се узима мјерењем размака између плећки спортисте и додавањем дужине од око једног центиметра. Штитнике треба често мијењати уколико се трпе чести ударци у рамени дио како би се осигурало да спортиста увијек носи исправне штитинике. 
Дизајн штитника зависи и од позиције и задатака које спортиста треба да обавља на терену. Тако квотеребекови у америчком фудбалу носе лагане штитнике који им омогућавају лакше кретање руку. За играче на линији скрима се користе штитници који обезбјеђују да их противник не може држати у том дијелу јер му рука проклизава.